# Fasciospongia lordi
Fasciospongia lordi är en svampdjursart som först beskrevs av Lendenfeld 1889.  Fasciospongia lordi ingår i släktet Fasciospongia och familjen Thorectidae. Inga underarter finns listade i Catalogue of Life.